# Petrivka, Novîi Buh
Petrivka (în ucraineană Петрівка) este un sat în orașul raional Novîi Buh din regiunea Mîkolaiiv, Ucraina.

## Demografie
Componența lingvistică a localității Petrivka
     Ucraineană (90,54%)
     Română (4,73%)
     Rusă (3,38%)
     Alte limbi (0,68%)
Conform recensământului din 2001, majoritatea populației localității Petrivka era vorbitoare de ucraineană (90,54%), existând în minoritate și vorbitori de română (4,73%) și rusă (3,38%).